# Contarinia pseudotsugae
Contarinia pseudotsugae är en tvåvingeart som beskrevs av Condrashoff 1961. Contarinia pseudotsugae ingår i släktet Contarinia och familjen gallmyggor. Inga underarter finns listade i Catalogue of Life.